# Terranova dei Passerini
Terranova dei Passerini är en ort och kommun i provinsen Lodi i regionen Lombardiet i Italien. Kommunen hade 927 invånare (2018).